# Taraškevičius
Taraškevičius ist ein litauischer männlicher Familienname.

## Weibliche Formen
- Taraškevičienė (verheiratet)
- Taraškevičiūtė (ledig)

## Namensträger
- Rimantas Taraškevičius (* 1949), Kommunalpolitiker, Bürgermeister von Klaipėda
- Rolandas Taraškevičius (* 1975), Agrarpolitiker, Vizeminister